# Almonacid del Marquesado (kommunhuvudort)
Almonacid del Marquesado är en kommunhuvudort i Spanien.   Den ligger i provinsen Provincia de Cuenca och regionen Kastilien-La Mancha, i den centrala delen av landet, 100 km sydost om huvudstaden Madrid. Almonacid del Marquesado ligger 895 meter över havet och antalet invånare är 523.
Terrängen runt Almonacid del Marquesado är platt. Runt Almonacid del Marquesado är det mycket glesbefolkat, med 6 invånare per kvadratkilometer. Närmaste större samhälle är Villamayor de Santiago, 16,8 km sydväst om Almonacid del Marquesado. Trakten runt Almonacid del Marquesado består till största delen av jordbruksmark.